# 孙偓
孫偓（844年—919年4月10日），字龍光，晚唐官员。

## 生平

### 家世
孙偓出身乐安孙氏，因祖上孫顗在晋朝年间迁居武邑，故也作武邑人。父孫景商，為天平軍節度使。其母是于敖的女儿。四兄孫備（嫡出）、孫儲、孫伾（嫡出）、孫儉，二弟孫伉（嫡出）、孫佾（嫡出）都为官。又有兄孙澥，弟孙倰（嫡出）、孙俨、孙攸、孙倚、孙铎、孙埴。因孙偓为第五子，孙澥当为孫伾或孫儉的别名。其余孙氏诸兄弟是否也存在一人多名，待考。
孙偓年轻时，舅父于琮拜相，孙偓却率兄弟们逃到洛阳。因此当于琮于咸通十三年（872年）被贬时，虽然株连甚广，却没有殃及孙家。时人因此称赞孙偓。

### 入仕
一日孫偓夢見有積木數百，他在積木上踏來踏去。後來請一位李處士復原，這位處士說：“賀喜郎君，來年必是狀元，何者已居眾材之上也。”乾符五年（878年）果然以狀元登第。出仕宰相府，又在尚书省历任户部巡官、监察御史、太常博士、工部员外郎，出任集州刺史，又任比部员外郎、司勋员外郎、刑部、户部司封郎中，都从六品上或从五品上的清要官职。中和元年（881年），崔安潜受任为京城四面诸道行营兵马副都统，兼领租庸，署孙偓为判官，奏为御史中丞。黄巢之乱期间，京郊的博野军、奉天军发生兵变，唐僖宗召孙偓为谏议大夫，与变军和解。僖宗出奔西川，孙偓作为郎官随驾，后奉命出川征兵平乱，因而与参与平乱的党项族建立关系。
当时西川节度使陈敬瑄攻打东川节度使顾彦朗，两川入贡道路断绝。朝廷征收两川贡赋，百官认为非有理财经验的孙偓不可，唐僖宗驾崩、唐昭宗祭祀圜丘的开支都是由孙偓征收贡赋所得。
孙偓又任右补阙，随即被陷害贬官，后又被起用为长水县令、赐绯色官服，两年后任秘书少监、太常少卿、谏议大夫，又宣抚南方各藩镇。乾宁元年（894年）在湖南衡州、永州时，前往湖南军部潭州安抚刚夺取湖南的军阀刘建锋，后回朝为给事中。

### 拜相
乾宁三年（896年），孙偓趁京畿微有旱灾，为被凤翔节度使李茂贞和邠宁静难军节度使王行瑜所杀的宰相李磎求得平反归葬。七月，孙偓由京兆尹入为中书侍郎，加同中书门下平章事，为实质宰相。先前孙偓家堂柱生出槐枝，一年后茂盛了，随即孙偓拜相。孙偓因兄孙储任礼部尚书，上表推辞，诏书不许。同月，唐昭宗和李茂贞关系破裂，李茂贞发兵逼近京城长安。昭宗和官员们决定逃离。孙偓首先建议昭宗东逃鄜州，投奔保大节度使李思孝。昭宗也下诏巡幸鄜州，本来打算再经由李思孝的弟弟定难节度使李思谏的治所夏州投奔河东。但因路途遥远和镇国军节度使韩建表忠，昭宗改为前往镇国军军部华州，因此与孙偓产生了分歧。孙偓因为屡次上表章不被采纳而自请罢相，昭宗不许。同年，以正议大夫、守中书侍郎、同中书门下平章事、上柱国、赐紫金鱼袋获封银青光禄大夫、中书侍郎、同中书门下平章事、充集贤殿大学士、兼判户部事，封乐安县开国子，食邑五百户，其余如故；又以银青光禄大夫、守中书侍郎、同中书门下平章事、充集贤殿大学士、判户部事、上柱国、乐安县开国子、食邑五百户获任门下侍郎、同书门下平章事、监修国史、判度支、兼诸道盐铁转运使，散官勋封如故。又获封乐安县侯。
孙偓、朱朴、陆扆等宰相因畏惧韩建，不敢决断事务。九月，昭宗在华州宣布亲征李茂贞，孙偓劝阻他亲征，自请为凤翔四面行营都统，昭宗于是任李思谏为静难节度使、兼副都统；十月，又以孙偓为中书侍郎、兼礼部尚书、持节加行营节度诸军都统招讨处置等使。孙偓在驿舍会见诸将，商议进军。但身为李茂贞长期盟友的韩建从中干预，并让李茂贞上表章自诉，故讨伐战未能真正发起。乾宁四年（897年）正月，韩建控制了昭宗原先让宗室诸王统领的禁军后，孙偓被罢免凤翔四面行营节度等使而失去兵权，李思谏也被罢免副都统调任延州宁塞军节度使，讨伐战完全取消。
拜相期间，孙偓性情通达节俭。他很少打扮，曾说：“君子有正道，一个人不必用自己外表的长处衬托别人的短处、用自己的清突出别人的浊。”每当他会客时，如果他的仆人之间发生争执，他就不会责备他们，说发怒只会困扰自己。
二月，韩建诬陷昭宗近臣天文学家太子詹事马道殷和将作监许岩士并处决。朱朴被认为完全不称职，孙偓又与朱朴不合，屡次上表请求罢免朱朴，韩建趁机又诬陷朱朴、孙偓勾结马、许，故孙偓虽然得以令朱朴罢相，但自己也被罢相。门下侍郎孙偓贬为守礼部尚书。八月，又因被谏官弹劾有罪，以未能匡救乱世为由，以金紫光禄大夫守礼部尚书乐安郡开国侯食邑一千户又贬南州司马员外置同正员。

### 罢相后
乾宁五年（898年）八月，唐昭宗回京大赦天下，孙偓获赦免，迁归州刺史。宣武军节度使朱全忠掌握朝政后，为了收揽人心，天祐三年（906年）秋召孙偓出任太常卿。

### 后梁年间
后梁建立后，七次下诏征召孙偓。孙偓纵情山水，研究佛道文章，约钱朗为诗酒之友、王屋山僧人遁凞为琴松之友，去过罗浮山、桂岭、衡山五老峰，取罗汉旧居方广寺之意，自称方广居士，言语之间多吟诵唐朝之德。他为母亲守丧，在守墓草庐前写佛经，草庐前就长出了芝草。后以御史大夫迁刑部尚书，加右仆射，贞明三年（917年）在南岳衡山获拜司空致仕。孙偓始终没有接受这些官职。次年，孙偓沿汉水北归，因护国军节度使朱友谦作乱，退避邓州西界，次年在淅川院去世。子孙汉衡、孙孙璨保护其灵柩与其妻合葬于祖坟。
墓志为《唐丞相梁司空致仕赠司徒乐安孙公墓志铭并序》，撰写者为其长孙孙璨。墓志记载的官职为凤翔四面行营都统、金紫光禄大夫、门下侍郎、兼礼部尚书、同中书门下平章事、监修国史、判度支盐铁诸道转运等使、上柱国、乐安郡开国侯、食邑一千户。

## 作品
有诗集一千余首，包括：
- “我行同范蠡，诗举效浮丘。他日相逢处，多应在十洲。”
- “好是步虚明月夜，瑞炉蜚下醮坛前。”
- 《赠南岳僧全玼诗》：“窠居过后更何人，传得如来法印真。昨日祝融峰下见，草衣便是雪山身。”

## 家庭
- 妻燕国夫人，合葬河南府河南县平乐乡杜郭村祖坟。
- 长子孙溥，字熙化，进士及第。
- 次子孙汉衡，娶郑氏。
- 长孙孙璨。
- 次孙孙珝。[2]